# 瓦利布魯克鎮區 (堪薩斯州歐塞奇縣)
瓦利布魯克鎮區（英語：Valley Brook Township）是位於美國堪薩斯州歐塞奇縣的一個行政鎮區。

## 地方資料
瓦利布魯克鎮區的面積為104.34平方千米，當中陸地面積為104.02平方千米，而水域面積為0.34平方千米。根據2010年美國人口普查的數據，當地共有人口1528人，而人口密度為每平方千米14.64人。

## 外部連結
- US-Counties.com
- City-Data.com （页面存档备份，存于）